# Wertheim
För andra betydelser, se Wertheim (olika betydelser).
Wertheim är stad i Main-Tauber-Kreis i regionen Heilbronn-Franken i Regierungsbezirk Stuttgart i södra delstaten Baden-Württemberg i Tyskland, vid floden Taubers förening med Main. Folkmängden uppgår till cirka 23 000 invånare. I staden finns ruinerna av slottet Wertheim, grevarna av Wertheims forna stamborg, som år 1631 intogs av svenskarna under Gustav II Adolf. Nära Wertheim ligger slottet Bronnbach.
Sedan 1972 har 15 kommuner uppgått i Wertheim. Dessa kommuner är: Bettingen, Dertingen, Dietenhan, Dörlesberg, Grünenwört, Höhefeld, Kembach, Lindelbach, Mondfeld, Nassig, Reicholzheim, Sachsenhausen, Sonderriet, Urphar and Waldenhausen.